# سارة جوزيفا هيل
سارة جوزيفا بويل هيل (بالإنجليزية: Sarah Josepha Hale)‏ (24 أكتوبر 1788 - 30 أبريل 1879) كاتبة أمريكية ومحررة مؤثرًة، مؤلفة أسجوعة الأطفال "Mary Had a Little Lamb". قامت هيل بحملة شهيرة من أجل إنشاء العطلة الأمريكية المعروفة باسم عيد الشكر، ولإكمال «نصب بونكر هيل التذكاري».

## حياتها
ولدت سارة جوزيفا بويل في نيوبورت، نيوهامشير، للنقيب غوردون بويل ومارتا ويتليزاي بويل. كان والداها يؤمنان بالتعليم المتساوي لكلا الجنسين وقد تم تعليمها من قبل والدتها وشقيقها الأكبر هوراشيو (درس في كلية دارتموث)، بعدما كانت تتعلم ذاتيأً.
عندما كبرت سارة بويل وأصبحت معلمة في مدرسة محلية، ثم افتتح والدها سنة 1811 حانة تسمّى The Rising Sun في نيوبورت، حيث قابلت سارة المحامي ديفيد هيل في نفس العام توجت بعدها علاقتهما بالزواج فأقاما حفل الزفاف في The Rising Sun يوم 23 أكتوبر 1813. ازداد بعدها فراشهما بخمسة أطفال: ديفيد (1815)، هوراشيو (1817)، فرانسيس (1819)، سارة (1820)، ويليام (1822). ثم توفي زوجها ديفيد هيل عام 1822، فارتدت سارة جوزيفا هيل الأسود لبقية حياتها كعلامة على الحداد الدائم.

## سيرتها المهنية
في عام 1823، وبدعم مالي من المحفل الماسوني الخاص بزوجها الراحل، نشرت سارة هيل مجموعة من قصائدها بعنوان «عبقرية النسيان».

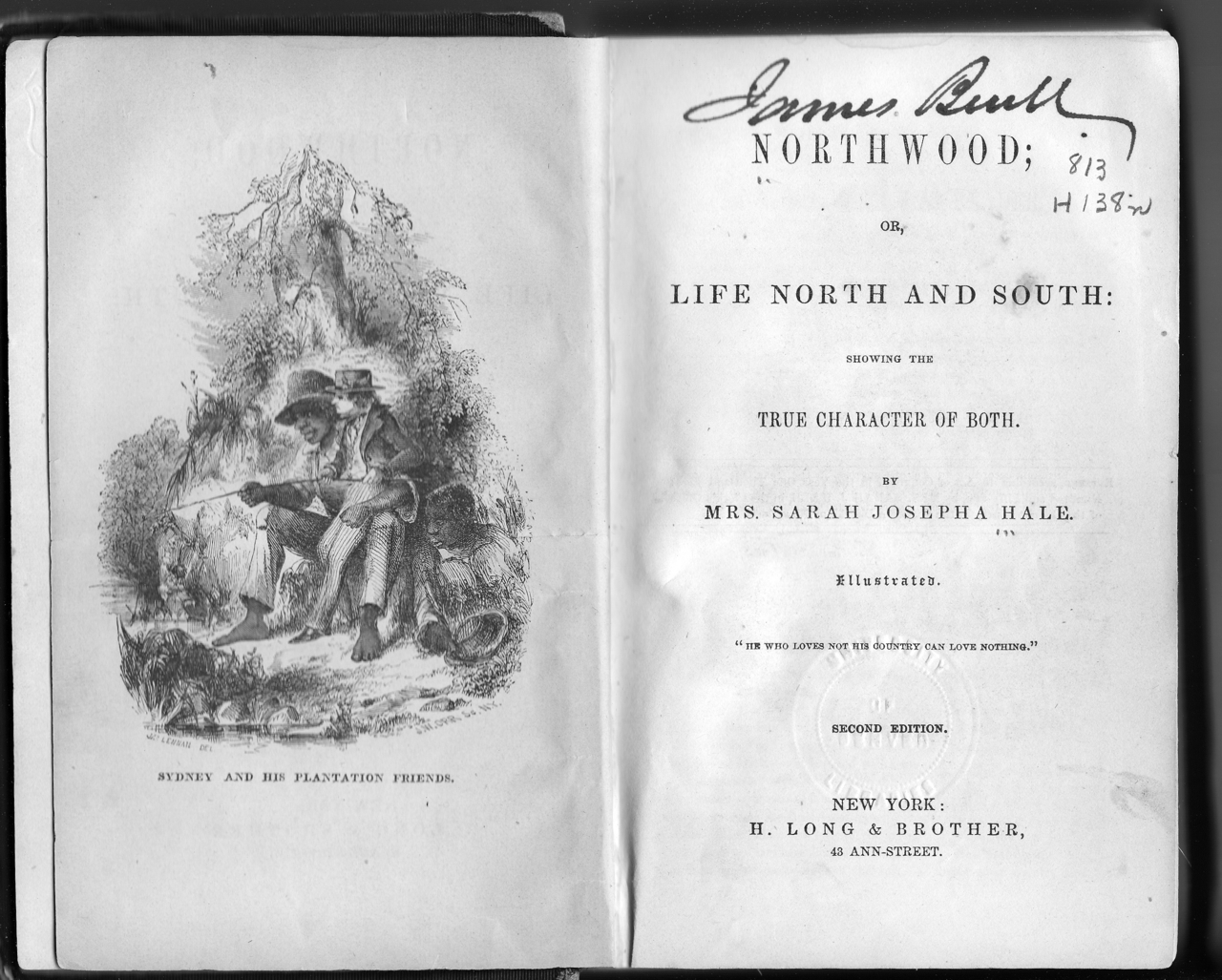
نورثوود: حياة الشمال والجنوب (1852)

بعد أربع سنوات، في عام 1827، نشرت روايتها الأولى في الولايات المتحدة تحت عنوان نورثوود: حياة الشمال والجنوب وتم نشرها في المملكة المتحدة تحت عنوان قصة نيو إنغلند. لقد جعلت الرواية من هيل واحدة من الروائيين الأوائل الذين كتبوا عن العبودية، وكذلك واحدة من أوائل الروائيات الأمريكيات. كما تبنى الكتاب فضائل نيو إنغلند كنموذج يتبع للإزدهار الوطني، وكان نجاحاً فورياً وقد دعمت الرواية نقل العبيد الأفارقة إلى الحرية في ليبيريا. فقد كتبت هيل في مقدمة الطبعة الثانية للرواية سنة 1852: «الخطأ الكبير لأولئك الذين سيقطعون الاتحاد بدلاً من رؤية العبد داخل حدوده، هو أنهم ينسون أن السيد هو أخوهم، وكذلك الخادم؛ وأن الروح التي تسعى إلى فعل الخير للجميع والشر للا أحد هي العقيدة المسيحية الحقيقية الوحيدة». وصف الكتاب كيف أنه في الوقت كانت فيه العبودية تؤذي وتجرد العبيد من إنسانيتهم تمامًا، فإنها تجرد الأسياد من حقوقهم وتؤخر تقدمهم النفسي والأخلاقي والتكنولوجي في العالم.
أشاد القس «جون بليك» بشمال نورثوود، وطلب من هيل الانتقال إلى بوسطن لتعمل في جريدته، «مجلة السيدات». فوافقت وقد عملت محررة للجريدة ما بين 1828 حتى 1836، أعربت هيل عن أملها في أن تساعد المجلة في تعليم النساء، كما كتبت: «ليس لأنها قد تحتكر الوضع، أو تتعدى على صلاحيات الرجل، ولكن قد يقدم كل فرد مساعدته للطابع الفكري والأخلاقي لأولئك داخل مجالها». تم نشر مجموعتها قصائد من أجل أطفالنا، والتي تتضمن قصيدة «ماري لديها حمل صغير» (التي كانت تحمل عنوان «ماري لامب»)، سنة 1830. كانت القصيدة مكتوبة من أجل الأطفال، فقد كان موضوع العديد من النساء الكاتبات في هذه الفترة.
أسست هيل جمعية المساعدة البحرية في 1833 لمساعدة عائلات البحارة في بوسطن الذين قضوا نحبهم في البحر.
أراد لويس أنطوان غودي من فيلادلفيا استئجار هيل كمحررة لمجلة «غوديز» (Godey's Lady's Book) التي تعتبر أول مجلة تهتم بالأزياء وقضايا المرأة عامة، بدأت هيل العمل كمحررة لمجلة «غوديز»، لكنها كانت تقوم بتحريرها من بوسطن عندما التحق ابنها الأصغر ويليام بكلية هارفارد. بقيت محررة للمجلة لمدة أربعين عاماً حتى تقاعدت عام 1877 عندما شارفت على 90 عاماً.
خلال فترة إدارتها لمجلة «غوديز»، ساهمت العديد من النساء المهتمات بالشعر والنثر في المجلة، بما في ذلك ليديا سيغورني و كارولين لي هينتز و إليزابيث فرايز إليت و إليزا كوك و فرانسيس سارجن أوسغود التي عرف عنها أنها تبادلت مع إدغار آلان بو مجموعة قصائد رومانسية. ومن بين المساهمين البارزين الآخرين ناثانيال هاوثورن، وأوليفر وندل هولمز، وواشنطن إيرفينج، وجيمس كيرك بولدينغ، ووليام غيلمور سيمز، وناثانيال باركر ويليس. خلال هذا الوقت، أصبحت هيل واحدة من أهم المؤثرين على الذوق الأمريكي.
في يومها، كان لمجلة غوديز، مع عدم وجود منافسين هامين، تأثير لا يمكن تصوره لأي مجلة في القرن الواحد والعشرين. ويعود الفضل في المجلة إلى القدرة على التأثير في الأزياء ليس فقط بالنسبة لملابس النساء، ولكن أيضًا في الهندسة المعمارية المحلية.
خلال هذه الفترة، كتبت هيل العديد من الروايات والقصائد، ونشرت ما يقرب من خمسين مجلدًا بحلول نهاية حياتها. وابتداءً من أربعينيات القرن التاسع عشر، قامت أيضًا بتحرير العديد من الإصدارات من كتاب الهدايا السنوي The Opal.

## السنوات الأخيرة
تقاعدت هيل من مهام التحرير عام 1877 عن عمر يناهز 89 عامًا. في نفس العام، تحدث توماس أديسون عن قصائد «ماري لامب» كأول خطاب مسجل على الإطلاق في جهاز الفونوغراف الذي ابتكره حديثًا. توفيت هيل في منزلها في «1413 شارع لوكوست» في فيلادلفيا، يوم 30 أبريل 1879. وقد دفنت في قبر بسيط في «مقبرة لوريل هيل» في فيلادلفيا، بنسلفانيا.

## روابط خارجية
- سارة جوزيفا هيل على موقع الموسوعة البريطانية (الإنجليزية)
- سارة جوزيفا هيل على موقع ميوزك برينز (الإنجليزية)
- سارة جوزيفا هيل على موقع إن إن دي بي (الإنجليزية)
- سارة جوزيفا هيل على موقع ديسكوغز (الإنجليزية)